# Dasypolia eberti
Dasypolia eberti là một loài bướm đêm trong họ Noctuidae.